# District de Wasseramt
Le district de Wasseramt est un ancien district suisse, situé dans le canton de Soleure. Il forme depuis 2005, avec le district de Bucheggberg, la circonscription électorale de Bucheggberg-Wasseramt.

## Communes
| Nom             | N° OFS | Population (décembre 2022) |
| --------------- | ------ | -------------------------- |
| Aeschi          | 2511   | +001 306,                  |
| Biberist        | 2513   | +009 188,                  |
| Bolken          | 2514   | +000581,                   |
| Deitingen       | 2516   | +002 323,                  |
| Drei Höfe       | 2535   | +000730,                   |
| Derendingen     | 2517   | +006 799,                  |
| Etziken         | 2518   | +001 055,                  |
| Gerlafingen     | 2519   | +005 696,                  |
| Halten          | 2520   | +000851,                   |
| Horriwil        | 2523   | +000866,                   |
| Hüniken         | 2524   | +000157,                   |
| Kriegstetten    | 2525   | +001 373,                  |
| Lohn-Ammannsegg | 2526   | +002 953,                  |
| Luterbach       | 2527   | +003 604,                  |
| Obergerlafingen | 2528   | +001 246,                  |
| Oekingen        | 2529   | +000890,                   |
| Recherswil      | 2530   | +002 146,                  |
| Subingen        | 2532   | +003 211,                  |
| Zuchwil         | 2534   | +009 331,                  |
| Total           | Total  | +054 306,                  |